# Vila Flor
Vila Flor es una villa portuguesa perteneciente al distrito de Braganza, en la región de Trás-os-Montes (Norte) y la comunidad intermunicipal Tierras de Trás-os-Montes, con cerca de 2500 habitantes.
Es sede de un municipio con 265,52 km² de área y 6052 habitantes (2021), subdividido en catorce freguesias. El municipio limita al noreste con el municipio de Macedo de Cavaleiros, al este con Alfândega da Fé, al sureste con Torre de Moncorvo, al suroeste con Carrazeda de Ansiães y al noroeste con Mirandela.

## Demografía
| Gráfica de evolución demográfica de Vila Flor entre 1864 y 2021 |
|                                                                 |
| Datos según el nomenclátor publicado por el INE portugués.      |

## Organización territorial
El municipio de Vila Flor está formado por catorce freguesias:
- Assares e Lodões
- Benlhevai
- Candoso e Carvalho de Egas
- Freixiel
- Roios
- Samões
- Sampaio
- Santa Comba de Vilariça
- Seixo de Manhoses
- Trindade
- Vale Frechoso
- Valtorno e Mourão
- Vila Flor e Nabo
- Vilas Boas e Vilarinho das Azenhas